# Druga Liga 2016
La Druga Liga 2016 è la 5ª edizione del campionato di football americano di secondo livello, organizzato dalla SAAF.

## Squadre partecipanti
| Club                   | Città     | Stadio | Sponsor ufficiale | Risultato nella stagione 2015 |
| ---------------------- | --------- | ------ | ----------------- | ----------------------------- |
| Čačak Angel Warriors   | Čačak     |        |                   |                               |
| Jagodina Black Hornets | Jagodina  |        |                   |                               |
| Kikinda Mammoths       | Kikinda   |        |                   |                               |
| Požarevac Pastuvi      | Požarevac |        |                   |                               |
| Sombor Celtis          | Sombor    |        |                   |                               |
| Vršac Lavovi           | Vršac     |        |                   |                               |
| Zemun Pirates          | Zemun     |        |                   |                               |

## Stagione regolare

### Calendario

#### 1ª giornata
| Vršac 20 marzo 2016, ore 13:00 | Vršac Lavovi | 6 – 7 (0-7 0-0 0-0 6-0) referto | Jagodina Black Hornets | Gradski Stadion |

| Kikinda 20 marzo 2016, ore 14:00 | Kikinda Mammoths | 15 – 27 (0-6 7-14 0-0 8-7) referto | Sombor Celtis | Stadion ŽAK |

| Zemun 20 marzo 2016, ore 14:00 | Zemun Pirates | 0 – 49 (0-13 0-22 0-7 0-7) referto | Požarevac Pastuvi | OŠ Sutjeska |

#### 2ª giornata
| Čačak 3 aprile 2016, ore 13:00 | Čačak Angel Warriors | 8 – 53 (0-13 0-16 8-8 0-16) referto | Kikinda Mammoths | Stadio Čačak |

| Sombor 3 aprile 2016, ore 14:00 | Sombor Celtis | 27 – 0 (0-0 7-0 13-0 7-0) referto | Vršac Lavovi | Gradski Stadion |

#### Recuperi 1
| Rakitovo 9 aprile 2016, ore 14:00 | Jagodina Black Hornets | 28 – 0 (13-0 7-0 2-0 6-0) referto | Zemun Pirates |  |

#### 3ª giornata
| Požarevac 17 aprile 2016, ore 15:00 | Požarevac Pastuvi | 28 – 7 (0-0 8-0 6-7 14-0) referto | Jagodina Black Hornets | SC Pressing |

| Vršac 17 aprile 2016, ore 16:00 | Vršac Lavovi | 43 – 0 (6-0 14-0 8-0 15-0) referto | Čačak Angel Warriors | Gradski stadion |

#### 4ª giornata
| Sombor 15 maggio 2016, ore 14:00 | Sombor Celtis | 26 – 7 (0-0 7-7 6-0 13-0) referto | Požarevac Pastuvi | Gradski stadion |

| Čačak 15 maggio 2016, ore 15:00 | Čačak Angel Warriors | 46 – 7 (8-0 8-0 14-0 6-7) referto | Zemun Pirates | Stadio Čačak |

| Kikinda 15 maggio 2016, ore 17:00 | Kikinda Mammoths | 6 – 12 (d.t.s.) (6-0 0-6 0-0 0-0 0-6) referto | Vršac Lavovi | Gradski stadion |

#### 5ª giornata
| Požarevac 29 maggio 2016, ore 15:00 | Požarevac Pastuvi | 40 – 0 (7-0 19-0 7-0 7-0) referto | Čačak Angel Warriors | Gradski stadion |

| Zemun 29 maggio 2016, ore 16:00 | Zemun Pirates | 3 – 36 (0-6 3-0 0-24 0-6) referto | Kikinda Mammoths | OŠ Sutjeska |

#### Recuperi 2
| Jagodina 5 giugno 2016, ore 13:30 | Jagodina Black Hornets | 0 – 27 (0-7 0-0 0-13 0-7) referto | Sombor Celtis | FK Trnava |

#### 6ª giornata
| Čačak 12 giugno 2016, ore 11:00 | Čačak Angel Warriors | 14 – 13 (0-7 6-6 0-0 8-0) referto | Jagodina Black Hornets | FK Trnava |

| Vršac 12 giugno 2016, ore 16:00 | Vršac Lavovi | 32 – 13 (18-0 0-7 0-0 14-6) referto | Zemun Pirates | Gradski stadion |

| Kikinda 12 giugno 2016, ore 17:00 | Kikinda Mammoths | 14 – 10 (0-3 6-3 0-7 8-0) referto | Požarevac Pastuvi | Stadion ŽAK |

#### Recuperi 3
| Zemun 19 giugno 2016, ore 16:00 | Zemun Pirates | 0 – 21 | Sombor Celtis | OŠ Sutjeska |

#### 7ª giornata
| Jagodina 26 giugno 2016, ore 12:00 | Jagodina Black Hornets | 13 – 20 (0-14 6-6 7-0 0-0) referto | Kikinda Mammoths | FK Trnava |

| Požarevac 26 giugno 2016, ore 17:00 | Požarevac Pastuvi | 19 – 12 (0-0 6-6 13-6 0-0) referto | Vršac Lavovi | Gradski stadion |

| 26 giugno 2016 | Sombor Celtis | 35 – 0 (a tavolino) | Čačak Angel Warriors |  |

### Classifica
La classifica della regular season è la seguente:
- PCT = percentuale di vittorie, G = partite giocate, V = partite vinte,  P = partite perse, PF = punti fatti, PS = punti subiti

| Pos. | Squadra                | PCT   | G | V | N | P | PF  | PS  |
| ---- | ---------------------- | ----- | - | - | - | - | --- | --- |
| 1    | Sombor Celtis          | 1.000 | 6 | 6 | 0 | 0 | 163 | 22  |
| 2    | Kikinda Mammoths       | .667  | 6 | 4 | 0 | 2 | 144 | 73  |
| 3    | Požarevac Pastuvi      | .667  | 6 | 4 | 0 | 2 | 153 | 59  |
| 4    | Vršac Lavovi           | .500  | 6 | 3 | 0 | 3 | 105 | 72  |
| 5    | Čačak Angel Warriors   | .333  | 6 | 2 | 0 | 4 | 68  | 191 |
| 6    | Jagodina Black Hornets | .333  | 6 | 2 | 0 | 4 | 68  | 156 |
| 7    | Zemun Pirates          | .000  | 6 | 0 | 0 | 6 | 23  | 212 |

## Playoff
| Inđija 3 luglio 2016, ore 16:00 | Inđija Indians | 35 – 22 (6-6 15-0 7-0 7-16) referto | Kikinda Mammoths | Stadion Leje |

## Verdetti
- Sombor Celtis promossi in Prva Liga 2017
- Kikinda Mammoths non promossi in Prva Liga 2017
- Zemun Pirates retrocessi in Treća Liga 2017

## Marcatori
Mancano i dati dell'incontro Pirates-Celtis, recupero della 3ª giornata.
| Giocatore    | Sq.                  | TD rush | TD recv | TD int | TD p.ret | TD k.ret | TD oth | Xp1 | Xp2 | FG | Saf | Totale |
| ------------ | -------------------- | ------- | ------- | ------ | -------- | -------- | ------ | --- | --- | -- | --- | ------ |
| Stojimirović | Požarevac Pastuvi    | 2       | 5       | 1      | 0        | 0        | 0      | 11  | 2   | 0  | 0   | 63     |
| Mandić       | Sombor Celtis        | 1       | 5       | 0      | 0        | 0        | 0      | 0   | 0   | 0  | 0   | 36     |
| 2 giocatori  | 32                   |         |         |        |          |          |        |     |     |    |     |        |
| 2 giocatori  | 24                   |         |         |        |          |          |        |     |     |    |     |        |
| 2 giocatori  | 20                   |         |         |        |          |          |        |     |     |    |     |        |
| 4 giocatori  | 18                   |         |         |        |          |          |        |     |     |    |     |        |
| Glavonjić    | Čačak Angel Warriors | 2       | 0       | 0      | 0        | 0        | 0      | 0   | 2   | 0  | 0   | 16     |
| Fekete       | Kikinda Mammoths     | 2       | 0       | 0      | 0        | 0        | 0      | 1   | 1   | 0  | 0   | 15     |
| 2 giocatori  | 14                   |         |         |        |          |          |        |     |     |    |     |        |
| 6 giocatori  | 12                   |         |         |        |          |          |        |     |     |    |     |        |
| Skuban       | Sombor Celtis        | 0       | 0       | 0      | 0        | 0        | 0      | 11  | 0   | 0  | 0   | 11     |
| Velimirović  | Vršac Lavovi         | 1       | 0       | 0      | 0        | 0        | 0      | 0   | 1   | 0  | 0   | 8      |
| #1           | Požarevac Pastuvi    | 0       | 1       | 0      | 0        | 0        | 0      | 1   | 0   | 0  | 0   | 7      |
| 27 giocatori | 6                    |         |         |        |          |          |        |     |     |    |     |        |
| 2 giocatori  | 4                    |         |         |        |          |          |        |     |     |    |     |        |
| 2 giocatori  | 3                    |         |         |        |          |          |        |     |     |    |     |        |
| 4 giocatori  | 2                    |         |         |        |          |          |        |     |     |    |     |        |
| 3 giocatori  | 1                    |         |         |        |          |          |        |     |     |    |     |        |

- Miglior marcatore: Stojimirović ( Požarevac Pastuvi), 63